# Simson SRA 50 Star
Der SRA 50 Star ist ein Motorroller von Simson mit einem Automatikmotor von Morini. SRA steht dabei für Simson Roller Automatik und die 50 für die Höchstgeschwindigkeit von 50 km/h. Eine abgeleitete Mofa-Variante hieß entsprechend SRA 25. Der Modellname Star ist an den früheren Simson Star angelehnt, der allerdings kein Roller, sondern ein Mokick war.

## Geschichte
Bei seinem Erscheinen im Jahr 1996 stellte der Star 50 für Simson eine Neuheit dar. Erstmals wurde ein Kleinroller in moderner Scooter-Optik mit Zentralfederbein und stufenlosem Automatikgetriebe hergestellt, wobei die mit 3,7 kW recht kräftige Antriebseinheit von Moto Morini stammte. Dank Getrenntschmierung brauchte kein Kraftstoff-Öl-Gemisch mehr getankt werden. Zu den Besonderheiten der Ausstattung gehörten ein abschließbares Helmfach unter der Sitzbank sowie ein Abgaskatalysator. Am Vorderrad wurden wahlweise Scheibenbremsen eingebaut. Das Cockpit mit integrierter Uhr wurde mit einigen Änderungen vom Simson gamma übernommen. In einer einsitzigen Ausführung mit gedrosseltem Motor war der Roller auch als Mofa unter der Bezeichnung Star 25 im Angebot. Im Vergleich zum SR50 stellte der Star 50 also eine Neuentwicklung dar, Gemeinsamkeiten sind lediglich in Bezug auf die Kombination des Rollerkonzepts mit einer Teleskopgabel erkennbar.
Trotz der vielen technischen Neuerungen und obwohl die Werbung ihn als einzigen Motorroller made in germany anpries, hatte der Star 50 keinen Erfolg. Tatsächlich war Simson damals der einzige bedeutende deutsche Hersteller von Kleinkrafträdern. Der Konkurrenzdruck preiswerter ausländischer Scooter war allerdings zu groß. Es gab Versuche, den Star 50 im Land Thüringen als Dienstfahrzeug der Polizei zu etablieren. Das Fahrzeug wies jedoch konstruktive Schwächen auf. Das Fahrverhalten war durch eine hohe Sitzposition und schmale Reifen recht instabil. Zudem arbeitete die Getrenntschmierung nicht immer störungsfrei, was zu entsprechenden Motorschäden führte. Insgesamt war der Star 50 bei seinem Erscheinen nicht ausreichend erprobt worden. Die Marktchancen für deutsche Motorroller standen zu dieser Zeit allgemein schlecht, jedoch erreichte der Star 50 auch nicht den Verkaufszahlen des parallel angebotenen SR50, der zwar einfacher ausgestattet, aber ausgereift und preiswert war. 
Der Star 50 wurde einer Reihe von Weiterentwicklungsmaßnahmen unterzogen. Anfangs betrug die Motorleistung 2,8 kW, sie wurde bereits 1997 deutlich auf 3,7 kW angehoben. Außerdem wurde die Hinterradbremse nun mit der linken Hand statt dem rechten Fuß betätigt. Zuvor waren sowohl Gasgriff als auch beide Bremsen auf der rechten Seite angeordnet. 1999 wurde der Roller in größerem Umfang überarbeitet. Räder und Bereifung wurden verbreitert, sodass sich das Fahrverhalten verbesserte. Das äußere Erscheinungsbild wurde behutsam modernisiert, was besonders im Heckbereich am Spritzschutz, geänderter Auspuffaufhängung und der geglätteten Verkleidung des Hinterrades erkennbar war. Außerdem gab es kleinere Änderungen an den Scheibenbremsen.
Schon im Jahr 2000 wurde die Fertigung dieses vergleichsweise jungen Baumusters eingestellt. Der Verkaufserfolg entsprach nicht den Erwartungen. Der parallel noch immer gebaute SR50 verblieb weiterhin im Fertigungsprogramm. Als Ersatz für den modernen Star 50 wurde mit dem Import sogenannter SULA-Motorroller aus Taiwan begonnen, die exklusiv für Simson produziert wurden, jedoch den Ruf Simsons als deutsche Qualitätsmarke endgültig beschädigten.

## Technische Daten

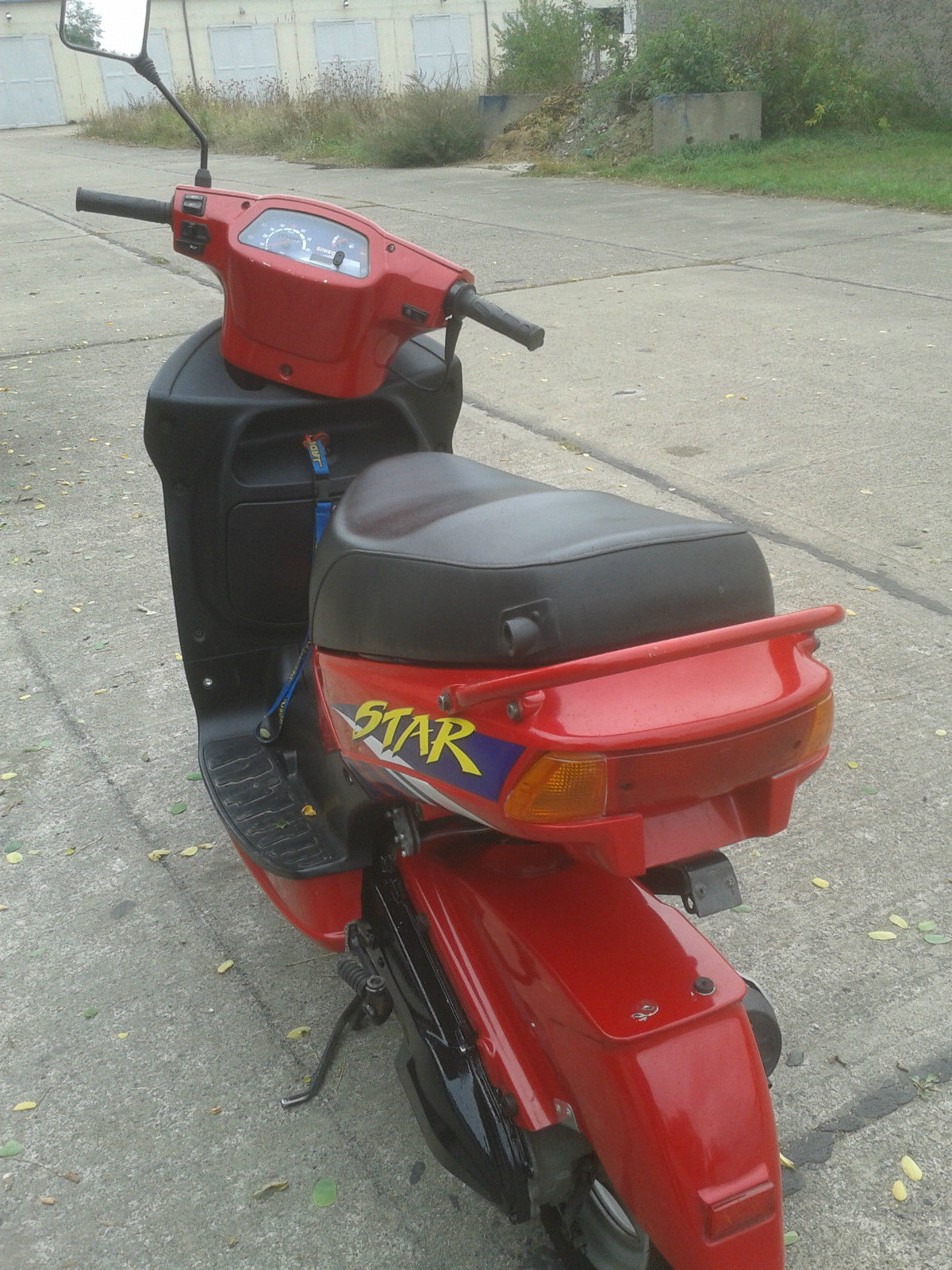
Star 50 von 1998, hinten

|                       | Star 50                                                                                      | Star 25                                                                                      |
| --------------------- | -------------------------------------------------------------------------------------------- | -------------------------------------------------------------------------------------------- |
| Motor                 | Einzylinder-Zweitakt-Ottomotor                                                               | Einzylinder-Zweitakt-Ottomotor                                                               |
| Typ                   | FM 50 D (Morini)                                                                             | FM 50 D (Morini)                                                                             |
| Hub × Bohrung         | 41 mm × 37,4 mm                                                                              | 41 mm × 37,4 mm                                                                              |
| Hubraum               | 49,4 cm³                                                                                     | 49,4 cm³                                                                                     |
| Schmierung            | Getrenntschmierung                                                                           | Getrenntschmierung                                                                           |
| Leistung              | 3,7 kW (5 PS)* / 6500/min                                                                    | 1,53 kW (2,1 PS) / 4500/min                                                                  |
| Kühlung               | Gebläse                                                                                      | Gebläse                                                                                      |
| Getriebe              | stufenlose Automatik                                                                         | stufenlose Automatik                                                                         |
| Inbetriebnahme        | Elektrostarter, zusätzlich Kickstarter                                                       | Elektrostarter, zusätzlich Kickstarter                                                       |
| Bordspannung          | 12 V                                                                                         | 12 V                                                                                         |
| Rahmen                | Doppelrohr                                                                                   | Doppelrohr                                                                                   |
| Radführung vorn       | Teleskopgabel, 130 mm Federweg                                                               | Teleskopgabel, 130 mm Federweg                                                               |
| Radführung hinten     | Triebsatzschwinge mit Zentralfederbein und progressiv wirkendem Hebelsystem, 110 mm Federweg | Triebsatzschwinge mit Zentralfederbein und progressiv wirkendem Hebelsystem, 110 mm Federweg |
| Bereifung             | 90/90-12; 120/70-12**                                                                        | 90/90-12; 120/70-12**                                                                        |
| Bremsen vorn          | wahlweise Trommel- oder Scheibenbremse                                                       | Trommelbremse                                                                                |
| Gewicht               | 92, mit Scheibenbremse: 93 kg**                                                              | 92 kg**                                                                                      |
| Höchstgeschwindigkeit | 50 km/h                                                                                      | 25 km/h                                                                                      |
| Bauzeit               | 1996–2000                                                                                    | 1996–2000                                                                                    |
| Stückzahl             | ?                                                                                            | ?                                                                                            |

* 1996: 2,78 kW 6000/min
** ab 1999: 96 kg (Star 50), 95 kg (Star 25)